# 묘법연화경 목판 (보물 제1961호)
묘법연화경 목판(妙法蓮華經 木板)은 대한민국 충청남도 서산시 운산면 개심사에 있는, 1443년 성달생이 정서하여 새긴 고산 화암사판을 바탕으로 1565년 충청도 가야산 보원사(普願寺)에서 복각(復刻)한 조선시대의 목판이다. 2017년 12월 26일 대한민국의 보물 제1961호로 지정되었다.

## 개요
묘법연화경 목판은 1443년 성달생이 정서하여 새긴 고산 화암사판을 바탕으로 1565년 충청도 가야산 보원사(普願寺)에서 복각(復刻)한 것이다. 권말에 있는 혜능(慧能)의 발문을 통해 이러한 사실을 확인할 수 있다. 총112판 중에서 41～44장에 해당되는 1판이 결판되어 서산 개심사에는 111판이 소장되어 있다. 판목은 나무의 생긴 그대로의 굴곡을 살려 판각했기 때문에 자연친화적인 느낌이 강하다. 임진왜란 이전에 간행된 성달성계 묘법연화경 목판 중 강화 전등사 소장 묘법연화경 목판과 더불어 유일하게 전해지고 있는 판본이라는 점에서 자료적 가치가 크다.

## 참고 자료
- 묘법연화경 목판 - 국가유산청 국가유산포털
- 이 문서에는 문화재청에서 공공누리 제1유형으로 배포된 자료를 바탕으로 한 내용이 포함되어 있습니다.